# Compus ionic

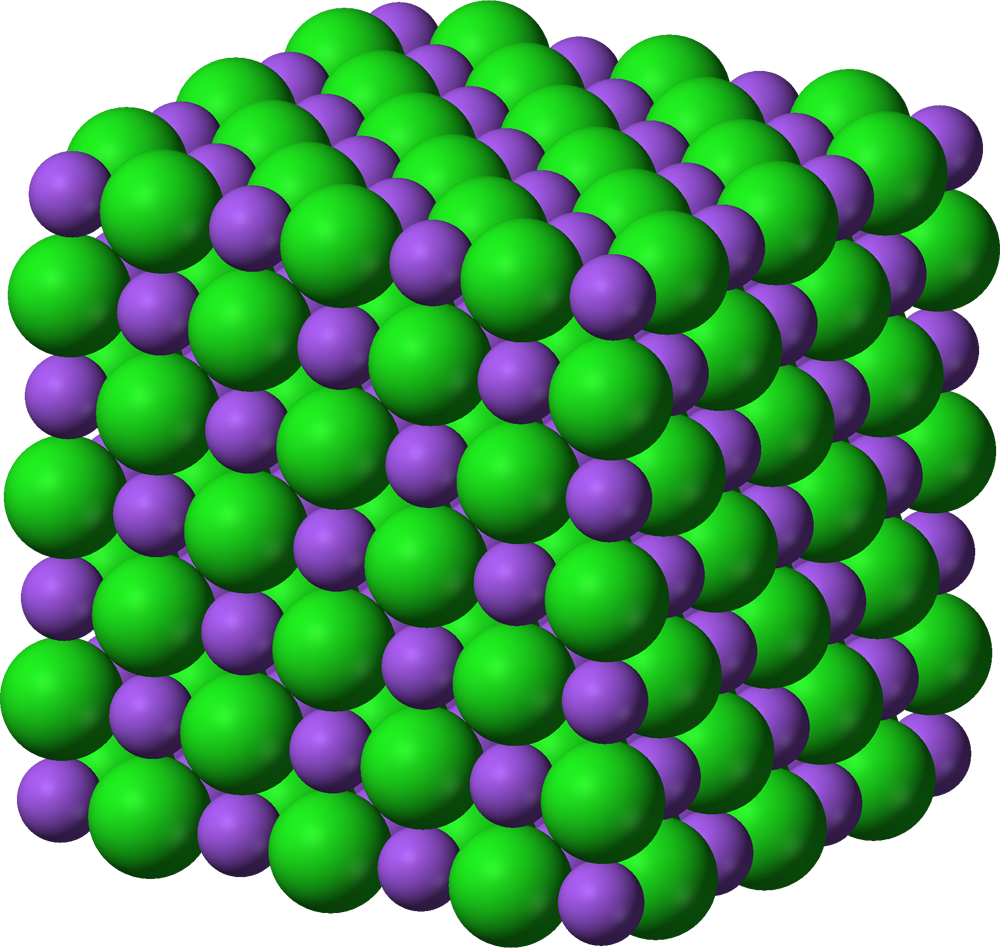
Structura cristalului de clorură de sodiu, NaCl, un compus ionic tipic. Sferele violete reprezintă cationii de sodiu, Na^{+}, iar sferele verzi reprezintă anionii clorură, Cl^{−}.

În chimie, un compus ionic este un compus chimic alcătuit din minimum doi ioni, care sunt ținuți laolaltă datorită forțelor electrostatice numite legături ionice. Din punct de vedere electric, compusul este neutru, însă este format din ioni încărcați pozitiv, denumiți cationi, și ioni încărcați negativ, denumiți anioni. Exemplele pot varia, de la ioni simpli, de tipul celor din imagine (Na+ și Cl− în clorura de sodiu), sau pot fi specii poliatomice, de tipul amoniului (NH+
4) sau carbonatului (CO2−
3) în carbonatul de sodiu. 
Despre compușii ionici nu se poate spune că au o moleculă, deoarece fiecare ion se află în apropierea altor ioni vecini, și aceștia fac parte deci dintr-o rețea cristalină, care descrie o anumită structură cristalină. Compușii ionici sunt de obicei compuși anorganici, însă există și în chimia organică nenumărate exemple (precum benzoatul de sodiu sau acetatul de plumb).
Compușii ionici prezintă de obicei puncte de topire și puncte de fierbere ridicate, și de asemenea sunt compuși duri (dar care se sfărâmă ușor, mai ales sub presiune). Compușii solizi sunt aproape în toate cazurile izolatori electrici, dar în topitură (aduși în fază lichidă prin încălzire peste punctul de topire) sau dizolvați (aduși în soluție, într-un solvent potrivit, de obicei polar) devin buni conducători, deoarece prin aceste procese ionii sunt mobilizați.